# Via della Vittoria
La Via de la Victòria va ser una carretera militar entre Bardia i Sidi Barrani a l'Egipte occidental.

## Característiques
La "Via della Vittoria" (Carretera de la Victòria) va ser construïda per enginyers italians durant la Segona Guerra Mundial, entre setembre i desembre de 1940. La carretera anava des de Sidi Barrani, Egipte, fins a la frontera de la Líbia Italiana on connectava amb la Via Balbia. Tenia 11 metres d'ample i era asfaltada.
Es va anomenar oficialment Via della Vittoria nell'Africa Settentrionale Italiana per distingir-la de la Via della Vitoria construïda el 1939 a Etiòpia.

## Història
L'exèrcit italià va envair Egipte a l'estiu de 1940 i va penetrar fins a Sidi Barrani. Les necessitats logístiques per abastir a l'Exèrcit va obligar a la construcció d'una nova via. A la tardor de 1940, el mariscal italià Rodolfo Graziani va ordenar al seu exèrcit a l'oest d'Egipte que bastís aquesta nova carretera costanera que estenia la Via Balbia 100 quilòmetres dins d'Egipte per fer-la servir com a infraestructura per a la invasió italiana del Delta del Nil planificada pel gener/febrer de 1941.
Procedint de manera ordenada i colonial, el comandant italià a Egipte, el general Mario Berti, va desplegar les unitats avançades del seu exèrcit (1.ª y 2.ª Divisió Líbia, Divisió de Camises Negres "3 de gener", Divisions Cirene i Catanzaro, així com el grup de brigades motoritzades de Maletti) en un anell de punts forts al voltant de Sidi Barrani, i va començar a treballar en l'ampliació de la Via Balbia a Egipte.... — Edmund Hall
El desembre de 1940, les forces britàniques van fer servir la nova carretera durant l'Operació Compass. En els dos anys següents, la carretera es va veure danyada pels continus canvis en el front entre les forces de l'Eix i les dels Aliats.